# Rasmus Borkowski
Rasmus Borkowski (* 11. Oktober 1980 in Lübeck) ist ein deutscher Schauspieler.

## Leben
Seit seinem 14. Lebensjahr steht Rasmus Borkowski auf der Bühne. Seine erste Rolle bekam er in "Pippi Langstrumpf" als "Tommi", aufgeführt auf der Freilichtbühne Lübeck. Weitere kleinere Rollen folgten. Während seiner Ausbildung im Diplom-Studiengang an der Bayerischen Theaterakademie August Everding gewann er 2003 den ersten Preis beim Bundeswettbewerb Gesang in Berlin und den Sonderpreis der Franz-Grothe-Stiftung. Die Ausbildung an der Bayerischen Theaterakademie führte zu keinem Abschluss. 2004 erhielt Borkowski die Hauptrolle des "Jojo" im Schalke-Musical "04 – keiner kommt an Gott vorbei". 2005/2006 war er als "Mercutio" sowie "Romeo" in "Romeo & Julia" am Wiener Raimund Theater zu sehen. Ebenso erfolgreich war er in der alternierenden Rolle des jungen Edelmannes d'Artagnan, im Musical 3 Musketiere am Apollo Theater in Stuttgart, welche er von Nov. 2006 bis Jan. 2008 spielte. Von März 2008 bis Frühjahr 2009 war Rasmus Borkowski im Musical Hairspray (deutschsprachige Erstaufführung) am Theater St. Gallen als Link Larkin zu sehen.
Es folgten Engagements bei den Bregenzer Festspielen und im Theater in der Josefstadt in Wien. ("Der Blaue Engel", "Ein Monat auf dem Lande" und "Drei Schwestern"). Im Juni und Juli 2011 spielte Borkowski die Rolle des Joe Gilles in Sunset Boulevard bei den Bad Hersfelder Festspielen. Von März 2011 bis Februar 2012 war er abermals im Theater in der Josefstadt zu sehen, dieses Mal als Erich in Geschichten aus dem Wiener Wald.
Im Jahr 2013 spielte Borkowski die Episodenrolle des Aldo in der RTL-Serie Doc meets Dorf. Er war von Oktober 2013 bis Februar 2014 in der europäischen Erstaufführung des Musicals Catch Me If You Can in der Titelrolle des Frank W. Abagnale jr. in den Wiener Kammerspielen zu sehen. Zuletzt spielte Borkowski eine Gastrolle (Flohmarkt-Standler) in der Disney-Channel-Sendung Binny und der Geist.

## Preise, Stipendien
- Jahresstipendium des Deutschen Bühnenvereins für das Studienjahr 2003/04
- Erster Preis beim Bundeswettbewerb Gesang Berlin 2003 (Kategorie A)
- Sonderpreis der Franz-Grothe-Stiftung beim Bundeswettbewerb

## Musical, Theater
- Pippi Langstrumpf → Tommi auf der Freilichtbühne Lübeck
- Der Zigeunerbaron → Ensemble auf der Freilichtbühne Lübeck
- Im weißen Rössl → Ensemble auf der Freilichtbühne Lübeck
- Tommy→Ensemble → Stadttheater Lübeck
- Das Mausgesicht → Harald Hanke am Stadttheater Lübeck
- City of Angels → Sonny/Ensemble am Prinzregententheater, München
- West Side Story → Ensemble am Bregenzerfestspiele
- 04-Keiner kommt an Gott vorbei → JoJo am Musiktheater im Revier Gelsenkirchen
- Romeo und Julia → Mercutio/2. Besetzung Romeo im Wiener Raimund Theater
- Mozart das Musical → Wolfgang Amadeus Mozart in der Aufführungsserie im Februar 2006 in Wien
- 3 Musketiere → alternierende Erstbesetzung D'Artagnan im Apollo Theater, Stuttgart 2006–2008
- Von Engel und Dämonen → diverse Auszüge aus Musicals 2007
- Jesus Christ Superstar in Concert → Jesus in der Konzertfassung im Raimund Theater 2007 in Wien
- Hairspray → Link Larkin, deutschsprachige Erstaufführung ab März 2008 am Theater St. Gallen
- Frühlings Erwachen → Melchior, deutschsprachige Erstaufführung März – Juni 2009 im Ronacher Theater
- Der blaue Engel → Lohmann, Schüler, Uraufführung im August 2009 Bregenzer Festspiele und ab September 2009 im Theater in der Josefstadt in Wien
- Ein Monat auf dem Lande → Alexej Nikolajewitsch Beljajew, ab Januar 2010 im Theater in der Josefstadt
- Drei Schwestern → Nikolaj Lwowitsch Tusenbach, Baron, Leutnant, März 2011 – Januar 2012 im Theater in der Josefstadt
- Sunset Boulevard → Joe Gillis, Juni/Juli 2011 bei den Bad Hersfelder Festspielen
- Geschichten aus dem Wienerwald → Erich, März 2011 – seit Februar 2012 im Theater in der Josefstadt
- Catch me if you Can → Frank W. Abagnale, Premiere 24. Oktober 2013 in den Wiener Kammerspielen
- Cabaret → Cliff Bradshaw, Juni/Juli 2015 bei den Bad Hersfelder Festspielen
- Krabat → Tonda, 2016 bei den Bad Hersfelder Festspielen#
- Sunset Boulevard → Joe Gillis, 2016/17 im Theater Lübeck

## Filmografie
- 2008: Die Toteninsel (Kurzfilm)
- 2009: Ausgesetzt (Kurzfilm)
- 2009: Träumerein (Kurzfilm)
- 2013: Doc meets Dorf
- 2014: Binny und der Geist